# Uovo bazzotto
L'uovo bazzotto (o anche barzotto; œuf mollet in francese) è un uovo cotto con il suo guscio nell'acqua bollente per un periodo di tempo intermedio fra quello dell'uovo alla coque e quello dell'uovo sodo, in modo che il tuorlo, pur ispessendosi, rimanga ancora liquido ma denso. L'uovo bazzotto è il risultato di una modalità di cottura di quelle considerate di maggior digeribilità per l'uovo.

## Cottura
La durata di cottura varia in funzione della temperatura iniziale dell'uovo (che può essere la temperatura ambiente, ma piuttosto inferiore, se l'uovo è stato estratto dal frigorifero), ma anche dall'altitudine s.l.m. (in effetti l'altitudine influisce sulla temperatura di ebollizione dell'acqua) e anche dalle sue dimensioni (uova più grosse richiedono più tempo). Mediamente si può parlare di un tempo di cottura, dal momento dell'immersione dell'uovo in acqua bollente a quello della sua estrazione, tra i 3 e i 5 minuti. Una volta estratto l'uovo dall'acqua bollente, la cottura deve essere bruscamente arrestata immergendolo in acqua fredda.
Alcuni fisici hanno creato un algoritmo per calcolare i tempi di cottura secondo i vari parametri: peso dell'uovo, temperatura iniziale, altitudine, pressione atmosferica.